# Syndrome de lyse tumorale
En médecine (oncologie et hématologie), le syndrome de lyse tumorale désigne l'ensemble des complications métaboliques observées dans certaines pathologies néoplasiques avec une masse tumorale volumineuse. Ces complications sont provoquées par la destruction massive des cellules cancéreuses et se manifestent par une hyperkaliémie, une hyperphosphatémie, une hyperuricémie et une hyperuricosurie, une hypocalcémie et une insuffisance rénale aigüe (néphropathie uratique / acidosurique aigüe, nécrose tubulaire aigüe).

## Cause et facteurs de risque
Les tumeurs les plus fréquemment en cause sont des tumeurs peu différenciées, tel le lymphome de Burkitt et les leucémies, notamment la leucémie aigüe lymphoblastique (LAL) et leucémie myéloïde aigüe (LAM). D'autres cancers (tels que le mélanome) ont également été associés avec le SLT, mais sont moins fréquentes.
Habituellement, le SLT débute après le début d'une chimiothérapie, mais il peut également être déclenchée par des stéroïdes, voire spontanément.

## Les symptômes et la pathogenèse
Le potassium et le phosphate étant majoritairement intracellulaires sous la forme d'ions, la lyse cellulaire massive entraîne une libération de grandes quantités de potassium et de phosphate dans le milieu extracellulaire. Le calcium précipite avec le phosphate dans les tissus mous, ce qui conduit à l'hypocalcémie.
Les symptômes sont ceux des différents troubles ioniques et de la précipitation phosphocalcique.
Les signes d'hyperkaliémie n'apparaissent généralement que pour des kaliémies élevées (> 7 mmol/L, la normale étant de 3,5 à 5,0 mmol/L), et sont essentiellement des troubles de la conduction cardiaques, et dans les formes sévères des troubles neurologiques (crampes, myalgies, paralysie ascendante).
L'hyperphosphatémie : comme le potassium, les phosphates sont également majoritairement présents en intracellulaire. L'hyperphosphatémie entraîne des crises rénales aigües, en raison de dépôts de phosphate de calcium cristaux dans le rein (parenchyme).
Les symptômes d'hypocalcémie incluent :
- des crampes, des tremblements, une tétanie ;
- une soudaine incapacité mentale, y compris la labilité émotionnelle ;
- troubles du mouvement de type parkinsonien (extrapyramidal) ;
- œdème papillaire (papilloedema) ;
- myopathie.

L'hyperuricémie et hyperuricosurie. néphropathie aigüe d'acide urique (AUAN) en raison de l'hyperuricosurie a été une cause dominante de l'insuffisance rénale, mais avec l'avènement de traitements efficaces contre hyperuricosurie, AUAN est devenue une cause moins fréquente que l'hyperphosphatémie. Deux conditions communes liées à l'excès d'acide urique, la goutte et lithiase rénale d'acide urique, ne sont pas caractéristiques du syndrome de lyse tumorale.
Prétraitement syndrome de lyse tumorale spontanée. Associée à une insuffisance rénale aigüe due à une néphropathie acide urique avant commencement de la chimiothérapie et est largement associée à des lymphomes et des leucémies. La distinction importante entre ce syndrome et le syndrome post-chimiothérapie, c'est que les SLT spontanées ne sont pas associées à une hyperphosphatémie. Une des explications retenue est que le taux élevé de cellules conduit à des niveaux élevés d'acide urique par le biais de bases nucléiques mais que la tumeur réutilise le phosphate libéré pour la croissance de nouvelles cellules tumorales. Dans les situations post-chimiothérapie SLT, les cellules tumorales sont détruites et aucune nouvelle cellule tumorale n'est en cours de synthèse.

## Diagnostic
Un SLT doit être suspecté devant toute insuffisance rénale aigüe avec hyperuricémie (> 15 mg / dL) ou une hyperphosphatémie (> 8 mg / dL), chez un patient ayant une tumeur volumineuse, notamment lors du début d'une chimiothérapie. (La plupart des autres insuffisances rénales aigües se produisent avec l'acide urique < 12 mg / dL et des taux de phosphate < 6 mg / dL). Une néphropathie uratique est associée à une oligoanurie. L'urine peut montrer des cristaux d'acide urique ou des urates amorphes. L'hypersécrétion d'acide urique peut être détectée avec une urine acide urique élevé par rapport de la créatinine > 1,0, comparativement à une valeur de 0,6-0,7 pour la plupart des autres causes d'insuffisance rénale aigüe.

### Définition établie par Cairo-Bishop
En 2004, Cairo et Bishop ont défini un système de classification du syndrome de lyse tumorale.
- Syndrome de lyse tumorale Laboratoire : anomalie dans deux ou plusieurs des éléments suivants, survenant dans les trois jours avant ou sept jours après la chimiothérapie.
  - l'acide urique> 8 mg / dL ou 25 % d'augmentation
  - de potassium> augmentation de 6 mEq / L ou 25 %
  - phosphate> 4,5 mg / dL ou 25 % d'augmentation
  - de calcium <7 mg / dL ou baisse de 25 %
- Clinique du syndrome de lyse tumorale : le syndrome de lyse tumorale de laboratoire et à un ou plusieurs des éléments suivants:
  - augmenté de la créatinine sérique (1,5 fois supérieure de la normale)
  - l'arythmie cardiaque ou mort subite
  - saisie

Une échelle de notation (0-5) est utilisé en fonction de la présence du laboratoire de TLS, de la créatinine sérique, arythmies, ou des convulsions.

## Prévention
Patients environ à recevoir la chimiothérapie d'un cancer avec un taux de renouvellement des cellules de haute, en particulier de leucémies et les lymphomes, doit recevoir par voie orale ou intraveineuse de l'allopurinol (inhibiteur de la xanthine oxydase et diminuant ainsi la production d'acide urique), ainsi qu'une hydratation intraveineuse suffisante pour maintenir une diurèse haute (> 2,5 l par jour).
La rasburicase (Uricase) est une alternative à l'allopurinol, et est réservée aux patients à risques. Il s'agit d'une synthèse urate oxydase enzyme et actes dégradants par l'acide urique.
Alcalinisation de l'urine avec l'acétazolamide ou bicarbonate de sodium est controversée. Alcalinisation des urines de routine au-dessus de pH de 7,0 n'est pas recommandé, car favoriserait la précipitation urinaire du phosphate en excès. Alcalinisation n'est pas non plus nécessaire si l'uricase est utilisé.

## Traitement
Articles principaux: hyperkaliémie, hyperphosphatémie, hyperuricémie et hypocalcémie
Le traitement est d'abord ciblé sur le désordre métabolique spécifique.
L'insuffisance rénale aigüe avant la chimiothérapie. La principale cause d'insuffisance rénale aigüe dans ce contexte est l'acide urique, la thérapie se compose de rasburicase éliminant les excès de cristaux d'acide urique ainsi que d'un diurétique de l'anse et les fluides. Le bicarbonate de sodium ne doit pas être administré à ce moment. Si le patient ne répond pas, l'hémodialyse peut être tentée, très efficace pour éliminer l'acide urique, afin que les niveaux plasmatiques d'acide urique baisse d'environ 50 % à chaque traitement de six heures.
L'insuffisance rénale aigüe après une chimiothérapie. La principale cause d'insuffisance rénale aigüe dans ce contexte est l'hyperphosphatémie, et le principal moyen thérapeutique est l'hémodialyse. Les formes de l'hémodialyse utilisés comprennent l'hémodialyse continue artério-veineuse (CAVHD), hémofiltration veino-veineuse continue (CVVH), ou continue d'hémodialyse veino-veineuse (CVVHD).